# Thanatus inconsuetus
Thanatus inconsuetus är en spindelart som beskrevs av Lodovico di Caporiacco 1940. Thanatus inconsuetus ingår i släktet Thanatus och familjen snabblöparspindlar.
Artens utbredningsområde är Etiopien. Inga underarter finns listade i Catalogue of Life.